# Lisa Jeffrey
Lisa Claire Jeffrey (* 5. Januar 1965 in Fort Collins) ist eine kanadische Mathematikerin, die sich mit Symplektischer Geometrie, Differentialgeometrie und Anwendungen in mathematischer Physik befasst (Quantenfeldtheorie).

## Leben
Jeffrey wuchs in Toronto auf. Ihr Stiefvater war der Professor für Zoologie in Toronto Alan Weatherly. Sie studierte zunächst Physik an der Princeton University mit dem Bachelor-Abschluss 1986, wechselte dann aber zur Mathematik. Sie erhielt 1988 ihren Master-Abschluss an der Universität Cambridge (Trinity College) und wurde 1992 an der Universität Oxford bei Michael Atiyah promoviert (On some aspects of Chern-Simons gauge theory: Gauge theory, Path Integral). Als Post-Doktorandin war sie 1991/92 am Institute for Advanced Study (und nochmals 1996/97) bei Edward Witten und danach an der Universität Cambridge (Downing College). 1992 wurde sie Assistant Professor an der Princeton University und 1995 Assistant Professor und 1996 Associate Professor an der McGill University. Seit 1997 ist sie Professorin an der Universität Toronto.
2003 war sie Gastprofessorin an der Harvard University, 1995 an der University of Adelaide und 1997 an der Universität Paris-Süd in Orsay und außerdem Gastwissenschaftlerin am MSRI, am Institut Henri Poincaré und am Fields Institute.

## Werk
In ihrer Dissertation bewies sie eine Vermutung von Edward Witten über die Asymptotik von Invarianten von 3-Mannigfaltigkeiten von Witten und Reshetikhin-Turaev. Mit Frances Kirwan (Oxford) bewies sie mit Techniken der symplektischen Geometrie und äquivarianten Kohomologie (nichtabelsche Lokalisierung) eine Vermutung von Witten über die Struktur des Kohomologierings des Modulraums holomorpher Vektorraumbündel über Riemannschen Flächen. Sie studierte diese Modulräume mit Jonathan Weitsman (Northeastern University) mit Methoden der symplektischen Geometrie (Hamiltonian Group Actions), die auf den Modulräumen Hamiltonsche Flüsse einführen, die in einigen Fällen auf integrable Systeme führen.
Mit Witten und Pierre Deligne und anderen war sie an den Park City/IAS Lectures (1996/97) über mathematische Aspekte der Quantenfeldtheorie beteiligt, die 1999 bei der American Mathematical Society als Buch erschienen.

## Ehrungen, Mitgliedschaften und Herausgeberschaft
2002 erhielt sie den Coxeter-James-Preis und 1997 den André-Aisenstadt-Preis. 2008 wurde sie Fellow der Royal Society of Canada. 2004 war sie E. W. R. Steacie Fellow, 1997 bis 1999 Sloan Research Fellow, 2000 den McLean Award der Universität Toronto, 1999 den Premier’s Research Excellence Award der Regierung von Ontario und 2001 erhielt sie den Krieger-Nelson-Preis der Canadian Mathematical Society. 1990 erhielt sie den Smith-Preis in Cambridge und 1987 den Rouse Ball Prize des Trinity Colleges. Sie ist Fellow der American Mathematical Society und der Canadian Mathematical Society. Sie wurde ausgewählt, 2017 die Noether Lecture zu halten.
Sie war Herausgeberin der Transactions of the American Mathematical Society.

## Schriften
- Chern-Simons-Witten invariants of lens spaces and torus bundles and the semiclassical approximation, Comm. Math. Phys., Band 147, 1992, S. 563–604
- mit Atiyah: Topological lagrangians and cohomology, J. Geom. Phys., Band 7, 1990, S. 119–136
- mit Kirwan: Localization for nonabelian group actions, Topology, Band 34, 1995, S. 291–327
- mit Weitsman: Bohr-Sommerfeld Orbits in the Moduli Space of Flat Connections and the Verlinde Dimension Formula, Commun. Math. Phys., Band 150, 1992, S. 593–630